# Peter Kuhlmann (Musikproduzent)
Peter Kuhlmann (* 25. November 1960 in Frankfurt am Main; † 8. November 2012) war ein deutscher Musikproduzent im Bereich Chill Out, Ambient und anderer elektronischer Musik. Er war vor allem unter dem Pseudonym Pete Namlook bekannt, das sich aus seinem rückwärts gesprochenen Nachnamen ergibt.

## Leben
Peter Kuhlmann wurde unter anderem durch die Musik von Eberhard Weber, Miles Davis, Antônio Carlos Jobim, Chopin, Wendy Carlos, Tangerine Dream, Can, Klaus Schulze und Pink Floyd inspiriert. 
Er war Gründer und Inhaber des Labels FAX +49-69/450464 (FAX Records), auf dem er seit Anfang der 1990er Jahre hunderte Produktionen veröffentlichte, die in kompositorischer und aufnahmetechnischer Gemeinschaftsarbeit, unter anderem mit Klaus Schulze, David Moufang, Spyra, Atom Heart, Bill Laswell, Geir Jenssen, Burhan Öçal, Karl Berger, Pascal FEOS und Richie Hawtin entstanden.
Kuhlmann wuchs in Frankfurt auf und startete dort seine musikalische Karriere mit dem elektronischen Ensemble Romantic Warrior. 1997 siedelte er von Frankfurt ins rheinland-pfälzische Traben-Trarbach um.
Er starb infolge eines Herzinfarktes am 8. November 2012.

## Diskographie
Kuhlmanns Diskographie weist etwa 330 Alben auf, die unter 60 Pseudonymen (u. a. 4 Voice, Romantic Warrior, Syn, Air) erschienen sind.
Anmerkung: Hat eine Serie nur ein Album, so wird die Anzahl nicht aufgeführt. Diese Liste umfasst nur Alben, die auf CD erschienen sind. Vinyl-Singles und EPs sind nicht aufgeführt.
Solo
- 4Voice (drei Alben; 4Voice mit Maik Maurice als „arrangement assistant“ auf zwei Titeln; 4Voice III mit Marc Romboy auf einem Titel)
- Air (fünf Alben)
- Atom
- Electronic Music Center
- Music for Ballet
- Namlook (19 Alben)
- Season's Greetings (vier Alben; eine Kompilation The Four Seasons)
- Silence (drei Alben aus Total 5; die ersten Zwei sind mit Dr. Atmo)
- Syn (zwei Alben)

mit Dr. Atmo
- Escape
- Silence (zwei Alben aus Total 5; die letzten drei sind Namlook Solos)

mit Atom Heart
- Jet Chamber (fünf Alben)

mit Karl Berger
- Polytime

mit Dandy Jack
- Amp (zwei Alben)
- Silent Music

mit DJ Brainwave
- Limelight

mit DJ Criss
- Deltraxx
- Sequential (ein Titel mit Tetsu Inoue)

mit DJ Dag
- Adlernebel

mit Pascal F.E.O.S.
- Hearts of Space

mit Gaudi
- Re:sonate

mit Rob Gordon
- Ozoona

mit Robert Görl
- Elektro (zwei Alben)

mit Richie Hawtin
- From Within (drei Alben)

mit Hubertus Held
- Pete Namlook/Hubertus Held

mit Higher Intelligence Agency
- S.H.A.D.O (zwei Alben)

mit Tetsu Inoue
- 62 Eulengasse
- 2350 Broadway (vier Alben)
- Sequential (ein Titel)
- Shades of Orion (drei Alben)
- Time²

mit Geir Jenssen
- The Fires of Ork (zwei Alben)

mit Bill Laswell
- The Dark Side of the Moog (vier Alben aus Total 10 sind mit Bill Laswell; die anderen sechs sind nur Namlook und Schulze)
- Outland (fünf Alben)
- Psychonavigation (fünf Alben)

mit Mixmaster Morris
- Dreamfish (zwei Alben)

mit David Moufang
- Koolfang (drei Alben)
- Move D / Namlook (23 Alben)[3]

mit New Composers
- Planetarium (zwei Alben)
- Russian Spring

mit Burhan Öçal
- Sultan (drei Alben)

mit Jochem Paap
- pp-nmlk

mit Peter Prochir
- Miles Apart
- Possible Gardens

mit Ludwig Rehberg
- The Putney (zwei Alben)

mit Robert Sattler
- Kooler

mit Klaus Schulze
- The Dark Side of the Moog (elf Alben)

mit Jonah Sharp
- Alien Community (zwei Alben)
- Wechselspannung (zwei Alben)

mit Wolfram Spyra
- Virtual Vices (sechs Alben)

mit Steve Stoll
- Hemisphere

mit Charles Uzzell-Edwards
- A New Consciousness (zwei Alben)
- Create (zwei Alben)

## Yesterday & Tomorrow
Yesterday & Tomorrow ist ein Sub-Label von FAX mit einer bisher geringen Anzahl von Veröffentlichungen, das gegründet wurde, um die Musik der Romantik mit dem Ambient zu verbinden. Auf den Veröffentlichungen dieser Musikalben benutzte Pete Namlook seinen Klarnamen Peter Kuhlmann.
- Passion, mit Jürgen Rehberg
- Wandering Soul, mit Alban Gerhardt
- The Sunken Road, mit Jürgen Rehberg and Lucia Mense